# Thierry de Leernes
Le bienheureux Thierry de Leernes (aussi Thierry de Saint-Hubert, Theodoricus Andaginensis), né vers 1007 à Leernes, Hainaut (Belgique) et mort le 24/25 août 1087 à Saint-Hubert (Belgique), était un moine de Lobbes, écolâtre en divers monastères et finalement abbé de l’abbaye de Saint-Hubert.

## Biographie
Fils de chevalier, Thierry est confié à l’âge de dix ans comme ‘oblat’ aux moines de Lobbes. À l’école monastique, alors très célèbre, l’adolescent se distingue par son intelligence et désir de savoir. À 19 ans il fait sa profession monastique comme bénédictin et, peu de temps après, est nommé écolâtre de Lobbes, un poste prestigieux. Le 16 juin 1037 Thierry est ordonné prêtre. Sa réputation comme maître d’études franchit rapidement les murs de Lobbes. Il est appelé comme écolâtre à Stavelot puis à Mousson. Vers 1048 il entreprend un pèlerinage à Jérusalem. Les circonstances politiques l’empêchent d’aller au-delà de la Hongrie. Il repasse par Rome où il rencontre Théoduin, le nouvellement élu évêque de Liège, qui l’invite à l’accompagner dans son diocèse. Thierry est de nouveau écolâtre, d’abord à Fulda puis finalement à l’abbaye de Saint-Hubert. Il y est élu abbé et dirige le monastère durant 33 ans. Il meurt dans cette abbaye le 25 août 1087. Il a 80 ans.
Très apprécié comme guide intellectuel et comme maître d’école monastique, Thierry, au contraire d’autres écolâtres, n’a pratiquement laissé aucun écrit. Sa soif de pèlerinages stimulée par le désir de visiter les lieux saints, à Jérusalem et à Rome (qu’il aurait visitée plusieurs fois) sont expressions de la recherche spirituelle qui l’ont fait reconnaître comme bienheureux dans le martyrologe bénédictin.
Liturgiquement il est (localement) commémoré le 24 août.